# Bucureștii Noi
Bucureștii Noi est un quartier de Bucarest, capitale de la Roumanie, situé dans le secteur 1 de la ville.

## Histoire
À la fin du XIXe siècle, la zone était connue sous l'appellation « Măicănești » ou « Grefoaicele » et était la propriété de Nicolae Bazilescu. Le domaine s'étendait sur 295 hectares dont 155 hectares ont été mis à la vente et le reste a été placé dans le domaine public pour la construction de rues et de parcs.
Dans le passé, cette zone appartenait à la commune de Băneasa, puis de la commune de Grivița (en). Elle a été intégrée à Bucarest dans le milieu du XXe siècle lors de la construction de blocs d'appartements commencée sur la droite du Bulevardul Bucureștii Noi.

## Description
Bucureștii Noi est désormais un quartier se développant rapidement avec de nombreuses maisons et des supermarchés construits lors des dernières années. Le parc Bazilescu (ancien Parc Nicolae Bălcescu se situe au centre du quartier, face à la Biserica Bazilescu.
Les rues forment une matrice offrant des surfaces symétriques d'environ 300 mètres carrés pour la construction de maisons ou de petits ensembles d'appartement.
Le quartier est formé notamment de villas modernes à destination d'une petite communauté de familles disposant de gardes privés. Ces bâtiments tranchent avec la manière de vivre de l'époque communiste et les autres quartiers constitués de blocs comme ailleurs dans la vie.
Bucureștii Noi est très apprécié pour ses infrastructures récentes et bonnes, avec des rues complètement pavées, des parcs, des piscines, des crèches, des écoles.

## Lieux particuliers
Le lac Grivița se situe dans ce quartier.

## Transport
Le quartier est accessible notamment via les aéroports de Bucarest ou de la Piața Victoriei.
Il est desservi par le métro via la station Parc Bazilescu sur la ligne 4.